# Otonoma
Otonoma is een geslacht van vlinders uit de familie prachtmotten (Cosmopterigidae).

## Soorten
- O. anemois Meyrick, 1897
- O. leucochlaena Meyrick, 1919
- O. sophronica Meyrick, 1920